# Neil Young (album)
Neil Young is het gelijknamige debuutalbum van de Canadese zanger, gitarist en pianist Neil Young. Hij heeft zijn eerste soloalbum opgenomen nadat hij de band Buffalo Springfield, waar hij deel van uitmaakte, had verlaten. 

## Muzikanten
- Neil Young: gitaar, piano, elektrische piano, klavecimbel, pijporgel, zang
- Ry Cooder: gitaar, steel gitaar
- Jack Nitzsche: elektrische piano
- Jim Messina: bas
- Carol Kaye: bas
- George Grantham: drums
- Earl Palmer: drums
- Merry Clayton: zang
- Brenda Holloway: zang
- Patrice Holloway: zang
- Gloria Jones: zang
- Sherlie Matthews: zang
- Gracia Nitzsche: zang
- overige instrumenten – trompet, trombone, tenor saxofoon, Franse hoorn, klarinet, tympani, strijkinstrumenten

Ry Cooder is een multi-instrumentalist die verschillende muziekstijlen speelt. Jack Nitzsche heeft samen met Neil Young het nummer Expecting to fly geschreven, een van de bekendste nummers van Buffalo Springfield. David Briggs was  jarenlang de vaste producer van Neil Young. 
Jim Messina speelde eerst bij Buffalo Springfield en Poco en heeft later met Kenny Loggins het duo Loggins and Messina gevormd. Carol Kaye is een veel gevraagde sessiemuzikant, die o.a. gespeeld heeft met Frank Zappa, Elvis Presley en Stevie Wonder. George Grantham heeft gespeeld bij Poco en Earl Palmer is een rock ’n roll drummer die veel gespeeld heeft met Little Richard.
Merry Clayton is een gospel- en soul zangeres, evenals de zusters Brenda en Patrice Holloway. Gloria Jones heeft gezongen op albums van Ry Cooder, Joe Cocker en veel anderen. Shirley Matthews zingt vooral country rock. Gracia Nitzsche heeft o.a. gezongen op albums van haar man Jack Nitzsche, Buffalo Springfield en Lee Hazelwood. 

## Muziek
Op dit eerste album van Neil Young zijn verschillende muziekstijlen te beluisteren. Het album opent met het instrumentale The emperor of Wyoming waarin country elementen zitten. String quartet from whiskey boot hill is een kort klassiek stukje van ongeveer een minuut, gespeeld door violen.  Er staan (ingetogen) popsongs op dit album, zoals The loner en I’ve been waiting for you en folkachtige nummers zoals  If I could have her tonight en Here we are in the years. Op het laatste nummer van dit album, het ruim negen minuten durende The last trip to Tulsa, zingt Neil Young terwijl hij zichzelf begeleidt op de akoestische gitaar. Het karakteristieke stemgeluid van Neil Young (hoog en breekbaar) is al goed herkenbaar, vooral op The last trip to Tulsa. Op Old laughing lady en I’ve loved her so long zingt een achtergrondkoor mee.

## Tracklijst
Alle muziek en teksten zijn geschreven door Neil Young, behalve het door Jack Nitzsche geschreven nummer String Quartet from Whiskey Boot Hill.. 
| Nr. | Titel                       | Duur |
| --- | --------------------------- | ---- |
| 1.  | The emperor of Wyoming      | 2:14 |
| 2.  | The loner                   | 3:55 |
| 3.  | If I could have her tonight | 2:15 |
| 4.  | I've been waiting for you   | 2:30 |
| 5.  | The old laughing lady       | 5:05 |

| 6.                 | String quartet from whiskey boot hill | 1:04 |
| 7.                 | Here we are in the years              | 3:27 |
| 8.                 | What did you do to my life?           | 2:00 |
| 9.                 | I've loved her so long                | 2:40 |
| 10.                | The last trip to Tulsa                | 9:25 |
| Totale duur: 45:32 |                                       |      |

## Album
Dit album is opgenomen in het derde kwartaal van 1968 in de Wally Heider Studios, waar onder meer albums zijn opgenomen van Jefferson Airplane, Creedence Clearwater Revival en Santana. De plaat is geproduceerd door Neil Young, David Briggs, Jack Nitzsche en Ry Cooder in samenwerking met de technici Dale Batchelor, Donn Landee, Mark Richardson, Henry Saskowski en Rik Pekkonen. 
The loner is op single uitgebracht maar was geen succes. Het album kwam in de Amerikaanse Billboard Album 200 op # 194. Het was een onopvallend album (aldus de critici destijds) en verkocht om die reden maar matig. Vanaf 1987 is dit album ook als Compact Disc verkrijgbaar. In 2009 is een ge-remasterde versie verschenen in de serie Neil Young Archives Official Release.
De albumhoes is ontworpen door Ed Thrasher. Op de voorkant staat een gekleurde portretschildering van Neil Young. Op de achterkant staat het laatste couplet van The last trip to Tulsa over een man die een palmboom aan het neerhakken was. De voorkant van de hoes is geschilderd door Roland Diehl en de fotografie is verzorgd door Danny Kelly